# Różewo (osada w województwie zachodniopomorskim)
Różewo – osada w Polsce, w województwie zachodniopomorskim, w powiecie wałeckim, w gminie Wałcz.